# Lotta zieht um
Lotta zieht um (Originaltitel: Lotta på Bråkmakargatan) ist ein Kinderbuch der schwedischen Kinderbuch-Autorin Astrid Lindgren von 1961.
Die in sehr schlichter Sprache geschriebene Erzählung wendet sich an Kinder im Vorschul- und frühen Lesealter und thematisiert die Eltern-Kind-Beziehung sowie die Entwicklung des frühkindlichen Selbstbewusstseins. Dadurch, dass sie den Leser bzw. die Leserin in die Gedankengänge Lottas hineinversetzt, erlaubt sie Kindern die Identifikation mit der Hauptfigur Lotta und spricht ihre kleinen Alltagsfreuden und -sorgen an, ohne allerdings dabei auf familiäre Problemfälle einzugehen. Wie bei vielen Werken Lindgrens werfen ihr Kritiker daher eine spätromantisch geprägte Idyllisierung und Verklärung der Kindheit vor. Die schwedische Originalausgabe erschien erstmals 1961, ein Jahr später wurde die deutsche Erstausgabe veröffentlicht.
Das Buch wurde 1993 mit Johanna Hald als Regisseurin und Grete Havnesköld in der Hauptrolle verfilmt. Inzwischen wird das Stück auch von einigen Puppentheatern aufgeführt.

## Inhalt
Im Zentrum der Erzählung steht die fünfjährige Lotta, die es nicht immer leicht mit der Welt der Erwachsenen hat. Von einem schlechten Traum verärgert, in dem ihre beiden Geschwister Jonas und Mia-Maria ihren Teddy verhauen haben, wird sie vollends wütend, als sie ihr schönes Samtkleid nicht tragen darf. Stattdessen soll sie mit Omas kratzigem und pikendem Strickpullover vorliebnehmen. Deshalb und weil sie ahnt, dass ihre Mutter von dem aus Wut in dieses Kleidungsstück geschnittenen Loch nicht begeistert sein wird, beschließt sie, von zu Hause auszuziehen, um ihre Eltern zu bestrafen. Andererseits will sie auch nicht zu weit weggehen, da sie die traurigen Reaktionen auf ihren Weggang doch gerne mitbekommen möchte, und zieht daher zu ihrer Nachbarin „Tante Berg“ in die Rumpelkammer, wo diese die Kindersachen ihrer längst erwachsenen Tochter aufbewahrt. Von Tante Berg mit Essen versorgt genießt Lotta zunächst das Gefühl, jetzt einen eigenen Haushalt zu besitzen, der sogar über ein eigenes kleines Puppengeschirr verfügt. Auch als ihre Geschwister und ihre Mutter zu Besuch kommen und wider Erwarten gar nicht traurig sind, sondern es anscheinend als ganz normal betrachten, dass sie jetzt in der Nachbarschaft wohnt, bleibt sie erst einmal standhaft und ihrem Willen treu. Dann allerdings bricht die Nacht herein und eine unheimliche Stille senkt sich über das Haus, die nur vom Ächzen der Holzbalken unterbrochen wird. Lotta fühlt sich nun doch zunehmend unwohl. So kommt es, dass sie ihren Trotz überwindet und in den Kreis ihrer Familie zurückkehrt, als ihr Vater auftaucht, um ihr einen Gute-Nacht-Kuss zu geben und sie dabei sanft bittet, doch wieder nach Hause zu kommen.

## Verfilmung
1993 wurde der Film Lotta zieht um (Lotta flyttar hemifrån) in Schweden veröffentlicht. Es ist die zweite Verfilmung der Abenteuer von Lotta. Die erste Verfilmung Lotta aus der Krachmacherstraße basiert auf den Büchern Die Kinder aus der Krachmacherstraße, Lotta kann fast alles und Na klar, Lotta kann radfahren. Das Drehbuch für Lotta zieht um wurde von Johanna Hald verfasst. Grete Havnesköld spielt die Hauptrolle der Lotta. In Deutschland wurden beide Filme zur Fernsehserie Lotta zusammengeschnitten.